# Алкеј (песник)
Алкеј Митиленски (стгрч. Ἀλκαῖος ὁ ΜυτιληναῖοςἈλκαῖος ὁ Μυτιληναῖος; око 625/620 – око 580 пре нове ере) био је лирски песник са грчког острва Лезбос коме се приписује измишљање алејске строфе.
Научници хеленистичке Александрије уврстили су га на канонску листу девет лирских песника.
Био је Салфин савременик, са којом је можда размењивао песме. Рођен је у аристократској владајућој класи Митилена, главног града Лезбоса, где је био инволвиран у политичке спорове и свађе.
Хорације и други истакнути песници су били под утицајем његовог дела.